# Persone di cognome Kim/Calciatori
| Questa pagina contiene informazioni ricavate automaticamente dalle voci biografiche con l'ausilio del template Bio e di un bot. L'aggiornamento è periodico e automatico e ricostruisce completamente la pagina. Se manca una persona in questa lista, sei pregato di non aggiungerla, ma accertati piuttosto che la sua voce biografica contenga il template Bio e che i dati anagrafici siano correttamente compilati. Se il template Bio manca, inseriscilo tu stesso o, in alternativa, metti l'avviso {{tmp\|Bio}} che ne segnala la mancanza. Se i dati riportati sono sbagliati, correggi direttamente la voce biografica; le modifiche saranno visibili in questa lista entro pochi giorni. Per chiarimenti vedi il progetto antroponimi. La lista contiene solo le 110 persone che sono citate nell'enciclopedia e per le quali è stato implementato correttamente il template Bio. Pagina aggiornata al 7 ago 2025. |

Questa è una lista di persone presenti nell'enciclopedia che hanno il cognome Kim e sono calciatori.

## B(4)
- Kim Bo-kyung, calciatore sudcoreano (Gurye, n. 1989)
- Kim Bong-hwan, ex calciatore nordcoreano (n. 1939)
- Kim Bong-soo, ex calciatore sudcoreano (Gunsan, n. 1970)
- Kim Byung-suk, ex calciatore sudcoreano (Seul, n. 1985)

## C(7)
- Kim Chang-myong, ex calciatore nordcoreano
- Kim Chang-son, ex calciatore nordcoreano
- Kim Chang-soo, ex calciatore sudcoreano (Pusan, n. 1985)
- Kim Cheol-soo, ex calciatore sudcoreano (n. 1952)
- Kim Chi-woo, ex calciatore sudcoreano (Seul, n. 1983)
- Kim Chol-bom, calciatore nordcoreano (n. 1994)
- Kim Chol-ho, calciatore nordcoreano (n. 1985)

## D(10)
- Kim Dae-eui, ex calciatore sudcoreano (Suwon, n. 1974)
- Kim Dae-ho, calciatore sudcoreano (n. 1988)
- Kim Dae-wook, calciatore sudcoreano (n. 1987)
- Kim Do-keun, ex calciatore sudcoreano (Gangneung, n. 1972)
- Kim Do-kyun, ex calciatore sudcoreano (Yeongdeok, n. 1977)
- Kim Dong-hyun, ex calciatore sudcoreano (Daegu, n. 1984)
- Kim Dong-hyun, calciatore sudcoreano (Seul, n. 1997)
- Kim Dong-jin, ex calciatore sudcoreano (Dongducheon, n. 1982)
- Kim Dong-jun, calciatore sudcoreano (Suncheon, n. 1994)
- Kim Dong-sub, calciatore sudcoreano (n. 1989)

## G(3)
- Kim Gang-nam, ex calciatore sudcoreano (n. 1954)
- Kim Gi-dong, ex calciatore sudcoreano (Dangjin, n. 1971)
- Kim Gui-hwa, ex calciatore sudcoreano (Changwon, n. 1970)

## H(10)
- Kim Hak-chul, ex calciatore sudcoreano (n. 1972)
- Kim Han-yoon, ex calciatore sudcoreano (Gyeongsan, n. 1974)
- Kim Hee-chon, ex calciatore sudcoreano (n. 1955)
- Kim Hee-tae, ex calciatore sudcoreano (n. 1953)
- Kim Ho-gun, ex calciatore nordcoreano
- Kim Hwang-ho, ex calciatore sudcoreano (n. 1954)
- Kim Hyun-seok, ex calciatore sudcoreano (Samcheok, n. 1967)
- Kim Hyun-soo, ex calciatore sudcoreano (n. 1973)
- Kim Hyun-sung, calciatore sudcoreano (Suwon, n. 1989)
- Kim Hyung-bum, ex calciatore sudcoreano (Seul, n. 1984)

## I(1)
- Kim In-sung, calciatore sudcoreano (Ansan, n. 1989)

## J(28)
- Kim Jae-han, ex calciatore sudcoreano (n. 1947)
- Kim Jae-hung, ex calciatore sudcoreano (n. 1973)
- Kim Jae-sung, ex calciatore sudcoreano (n. 1983)
- Kim Jae-woo, calciatore sudcoreano (n. 1998)
- Kim Jee-hyuk, ex calciatore sudcoreano (Pusan, n. 1981)
- Kim Ji-hyeon, calciatore sudcoreano (n. 1996)
- Kim Ji-soo, calciatore sudcoreano (Bucheon, n. 2004)
- Kim Ji-sung, calciatore sudcoreano (Seul, n. 1924 - Seul, † 1982)
- Kim Jin-hyeon, calciatore sudcoreano (n. 1987)
- Kim Jin-kook, ex calciatore sudcoreano (n. 1951)
- Kim Jin-kyu, ex calciatore sudcoreano (Yeongdeok, n. 1985)
- Kim Jin-kyu, calciatore sudcoreano (Pohang, n. 1997)
- Kim Jin-su, calciatore sudcoreano (Gyeonggi-do, n. 1992)
- Kim Jin-woo, ex calciatore sudcoreano (Suwon, n. 1975)
- Kim Jin-ya, calciatore sudcoreano (Incheon, n. 1998)
- Kim Jin-yong, ex calciatore sudcoreano (Jinju, n. 1982)
- Kim Chong-kon, ex calciatore sudcoreano (n. 1964)
- Kim Jong-keon, ex calciatore sudcoreano (n. 1964)
- Kim Jong-kun, ex calciatore sudcoreano (n. 1969)
- Kim Jong-pil, ex calciatore sudcoreano (n. 1956)
- Kim Ju-song, calciatore nordcoreano (n. 1993)
- Kim Ju-sung, calciatore sudcoreano (n. 2000)
- Kim Ju-young, ex calciatore sudcoreano (Seul, n. 1988)
- Kim Jun-hong, calciatore sudcoreano (Jeonju, n. 2003)
- Kim Jung-hyuk, ex calciatore sudcoreano (n. 1968)
- Kim Jung-kyum, ex calciatore sudcoreano (n. 1976)
- Kim Jung-soo, ex calciatore sudcoreano (n. 1975)
- Kim Jung-ya, ex calciatore sudcoreano (Hyōgo, n. 1988)

## K(10)
- Kim Kee-hee, calciatore sudcoreano (Pusan, n. 1989)
- Kim Kuk-jin, ex calciatore nordcoreano (n. 1989)
- Kim Kum-il, ex calciatore nordcoreano (Pyongyang, n. 1987)
- Kim Kun-hoan, ex calciatore sudcoreano (n. 1986)
- Kim Kwang-hyok, calciatore nordcoreano (n. 1985)
- Kim Kyong-hun, calciatore nordcoreano (n. 1990)
- Kim Kyong-il, calciatore nordcoreano (Pyongyang, n. 1988)
- Kim Kyu-hwan, calciatore sudcoreano (n. 1921 - † 2007)
- Kim Kyung-ho, ex calciatore sudcoreano (n. 1961)
- Kim Kyung-jung, ex calciatore sudcoreano (Gwangju, n. 1991)

## M(9)
- Kim Min-hyeok, calciatore sudcoreano (Seul, n. 1992)
- Kim Min-jae, calciatore sudcoreano (Tongyeong, n. 1996)
- Kim Min-tae, calciatore sudcoreano (n. 1993)
- Kim Min-woo, calciatore sudcoreano (Jinju, n. 1990)
- Kim Moon-hwan, calciatore sudcoreano (Hwaseong, n. 1995)
- Kim Myong-chol, calciatore nordcoreano (n. 1985)
- Kim Myong-gil, calciatore nordcoreano (Pyongyang, n. 1984)
- Kim Myong-gyu, calciatore nordcoreano (n. 1985)
- Kim Myong-won, calciatore nordcoreano (Pyongyang, n. 1983)

## P(2)
- Kim Pan-keun, ex calciatore sudcoreano (n. 1966)
- Kim Poong-joo, ex calciatore sudcoreano (n. 1961)

## S(13)
- Kim Sam-soo, ex calciatore sudcoreano (n. 1963)
- Kim Seok-won, ex calciatore sudcoreano (n. 1961)
- Kim Seung-gyu, calciatore sudcoreano (Ulsan, n. 1990)
- Kim Seung-bin, calciatore sudcoreano (n. 2000)
- Kim Seung-dae, calciatore sudcoreano (n. 1991)
- Kim Seung-il, ex calciatore nordcoreano (n. 1945)
- Kim Seung-yong, calciatore sudcoreano (Seul, n. 1985)
- Kim Shin-wook, calciatore sudcoreano (Gwacheon, n. 1988)
- Kim Song-chol, ex calciatore nordcoreano (n. 1983)
- Kim Song-gi, ex calciatore nordcoreano (Himeji, n. 1988)
- Kim Sung-joon, calciatore sudcoreano (Jinju, n. 1988)
- Kim Sung-ki, ex calciatore sudcoreano (n. 1961)
- Kim Sung-nam, ex calciatore sudcoreano (n. 1954)

## T(2)
- Kim Tae-hwan, calciatore sudcoreano (Gwangju, n. 1989)
- Kim Tae-jin, ex calciatore sudcoreano (n. 1977)

## Y(11)
- Kim Yong-il, calciatore nordcoreano (n. 1994)
- Kim Yong-dae, ex calciatore sudcoreano (Miryang, n. 1979)
- Kim Yong-gwang, calciatore nordcoreano (n. 1992)
- Kim Yong-se, ex calciatore sudcoreano (n. 1960)
- Kim Yong-su, ex calciatore nordcoreano (n. 1979)
- Kim Young-chul, ex calciatore sudcoreano (Incheon, n. 1976)
- Kim Young-geun, ex calciatore sudcoreano (n. 1978)
- Kim Young-gwon, calciatore sudcoreano (Jeonju, n. 1990)
- Kim Young-kwang, ex calciatore sudcoreano (Goheung, n. 1983)
- Kim Yu-song, calciatore nordcoreano (n. 1995)
- Kim Yung-kil, ex calciatore nordcoreano (n. 1944)